# Johannes von La Rochelle
Johannes von la Rochelle OFM (auch bekannt als Jean de La Rochelle, John of Rupella und Johannes de Rupella) (ca. 1200–8. Februar 1245) war ein französischer Franziskaner und Theologe.

## Leben
Gegen Ende des 12. Jahrhunderts in La Rochelle geboren, ist er früh in den Franziskanerorden eingetreten und war dort Schüler von Alexander von Hales. Mit seinen Abhandlungen, Predigten und Kommentaren lieferte er gewichtige Beiträge für Hales’ Summa fratris Alexandri. Wilhelm von Auvergne, Bischof von Paris, kommentierte das Werk wie folgt: „Hales begann das Werk, welches dann von Johannes von Rochelle und anderen vollendet wurde“.
Er war einer der Gegenspieler von Elias von Cortona. In Zusammenarbeit mit Hales, Robert von Bascia und Odo von Rigaud schrieb er im Auftrag des Pariser Klosters eine Erklärung der Regeln des hl. Franziskus. Dieses Werk erhielt 1242 die Zustimmung des Generalkapitels der Ordens in Bologna und wurde als Exposition der vier Meister bekannt.

## Werke
- Tractatus de divisione potentiarum animae (ca. 1233)
- Summa de anima (ca. 1235)
- De cognitione animae separate
- De immortalitate animae sensibilis
- Summa de articulis fidei
- Summa de decem praeceptis
- Summa de virtutibus
- Summa de vitiis et peccatis

Eine lateinisch-deutsche Ausgabe des Werks Summa de anima. Tractatus de viribus animae („Summe über die Seele. Abhandlung über die Seelenkräfte“), übersetzt und eingeleitet von Jörg Alejandro Tellkamp, ist als Band 4 in der zweiten Serie von Herders Bibliothek der Philosophie des Mittelalters erschienen.